# 塩﨑一裕
塩﨑 一裕（しおざき かずひろ）は、日本の理学博士。奈良先端科学技術大学院大学学長。

## 来歴
1963年、和歌山県和歌山市出身。1987年に京都大学理学部卒業後、1992年、同大学大学院理学研究科を修了後、米国スクリプス研究所に留学。1998年よりカリフォルニア大学デイビス校農業実験センターで勤務、2008年より同校教授になる。2011年より奈良先端科学技術大学院大学教授を経て、2021年より奈良先端科学技術大学院大学長。カリフォルニア大学デイビス校客員教授も務める。奈良県生駒市在住。